# Sirte (província)
Sirte (em turco: Siirt) é uma província do sudeste da Turquia, na região do Sudeste da Anatólia, que faz parte do chamado Curdistão turco. Com capital na cidade homónima, tem 5 717 km² de área e em dezembro de 2021 tinha 331 980 habitantes (densidade: 58,1 hab./km²).
| Províncias adjacentes à de Sirte |  |             |
| Vã                               |  |             |
| Batmane                          |  | Mardim e Vã |
| Batmane e Mardim                 |  |             |

A província está subdividida nos seguintes distritos:
- Baykan
- Eruh
- Kurtalan
- Pervari
- Sirte
- Şirvan
- Tillo